# Île des Rimains
L'île des Rimains est une petite île côtière au large de Cancale en Ille-et-Vilaine, dans le nord-est de la Bretagne.
Elle est située à environ 700 m à l'est de la pointe de la Chaîne, à l'extrémité de la Grande rade de Cancale, et à 2 km au sud-est de l'extrémité nord de la pointe du Grouin qui termine à l'ouest la baie du Mont-Saint-Michel.
L'île mesure environ 300 m de long, sur un axe nord-sud pour un peu moins de 100 m dans sa plus grande largeur (le sud de l'île est deux fois plus large que le nord). Cette partie sud est majoritairement occupée par un ancien fort du XVIIIe siècle aménagé en résidence dans la seconde moitié du XXe siècle. La côte de l'île est rocheuse, exception de sa façade sud bordée par une petite plage.
Au sud-ouest, à mi-distance entre l'île et la côte se trouvent deux autres îlots, le Châtellier et le rocher de Cancale, reliés par basse marée.

## Histoire
Un fort maritime y a été construit à la fin du XVIIIe siècle sur des plans de Vauban pour défendre la passe de Cancale et assurer la sécurité de la baie du Mont Saint-Michel.

L'île fut achetée par le boulanger Lionel Poilâne, qui restaura le fort et en fit un lieu de villégiature avec eau courante et électricité et plantation d'arbres. Il y aménagea une piscine et un héliport, . Il se tua avec son épouse dans un accident d'hélicoptère qu'il pilotait lors de l'approche de l'île en octobre 2002.
L'île est rachetée en 2012 par Pierre Kosciusko-Morizet, le fondateur de PriceMinister.